# Alexander Keith

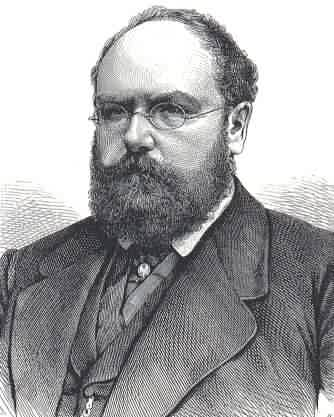
Alexander Keith

Alexander Keith Jr. (Caithness, 1827 – Duitsland, 1875), bekend onder de schuilnaam William King Thomas, was een Canadees crimineel. Hij gebruikte een tijdbom voor verzekeringsfraude, waarbij 83 mensen omkwamen en zo'n 200 mensen verwond werden toen hij het schip Mosel in Bremerhaven opblies.
Keith werd geboren in Schotland en emigreerde op jonge leeftijd naar Halifax in Nova Scotia. Hij was een neef van Alexander Keith (1795–1873) van Alexander Keith's Brewery en werkte een poos voor het bedrijf van zijn oom als klerk.
Tijdens de Amerikaanse Burgeroorlog werd hij spion voor de Geconfedereerde Staten van Amerika, hij doorbrak blokkades en werkte als koerier. Hij hielp sympathisanten van de Confederatie te ontsnappen en was betrokken bij een samenzwering om kleding die met gele koorts besmet was te sturen naar Noordelijke steden.
In 1865 vluchtte hij naar Saint Louis nadat hij zijn kompanen had belazerd en trouwde met Cecelia Paris, de dochter van een hoedenmaker.
Toen hij achterna werd gezeten door een van zijn slachtoffers vluchtte Keith met Cecilia naar Duitsland, waar hij een luxeleven leidde in Dresden en Leipzig onder de schuilnaam "William King Thomas". Toen het geld op dreigde te raken, beraamde het paar een plan om passagiersschepen op te blazen, zodat ze het verzekeringsgeld konden opstrijken.

## Aanslag op deMosel

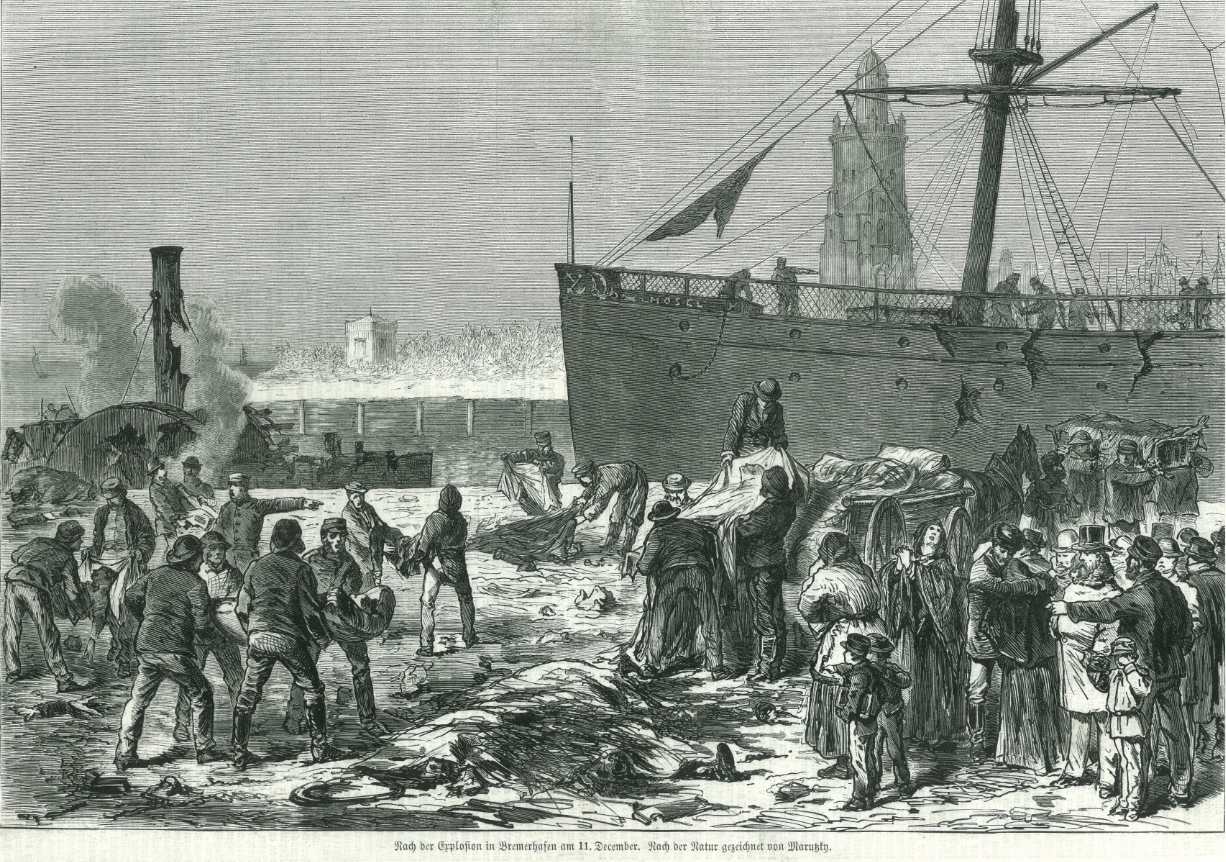
Nasleep van de aanslag op de Mosel

Op 11 december 1875 leidde dit tot een grote ramp toen een tijdbom die Keith in een vat had verstopt op de kade van Bremerhaven voortijdig ontplofte. Hierbij kwamen drieentachtig mensen om het leven en raakten zo'n 200 mensen gewond, voornamelijk aan boord van het stoomschip Mosel, een emigrantenschip dat op het punt stond te vertrekken naar New York. De passagiers waren al aan boord en de laatste bagage werd geladen. Het is onduidelijk wat er daarna gebeurde, of een stuwadoor liet het vat waarin de bom zat uit zijn handen vallen of de bodem viel uit het vat. In elk geval belandde de bom op de kade. Hierop volgde een grote ontploffing met een paddenstoelwolk, waardoor meerdere schepen omver werden geblazen.
Keith was aan boord van de Mosel in toen de ontploffing plaatsvond, zijn plan was in Southhampton van boord te gaan. Nadat de omvang van de ramp hem duidelijk was geworden, trok hij zich terug in zijn kajuit en schoot hij zichzelf neer met een vuurwapen. Hij overleed 5 dagen later in een ziekenhuis in Bremerhaven.